# Palazzo Del Cinque a Trastevere
Il Palazzo Del Cinque a Trastevere è un edificio rinascimentale di Roma, che si trova in Vicolo del Cinque, nel rione Trastevere. Ha questo nome per distinguerlo dal Palazzo Del Cinque a Montecitorio, che si trova nel rione Colonna.

## Storia
Il vicolo Del Cinque collega piazza Trilussa a via della Scala e deve il suo nome alla presenza di questo edificio che era proprietà della nobile famiglia romana Del Cinque, menzionata per la prima volta a Trastevere nel 1416.
Nel periodo immediatamente successivo molti rappresentanti della famiglia furono conservatori di Roma e un certo Niccolò fu a capo del Senato nel 1552; ma fu con Gian Paolo Del Cinque, nel 1759, che la famiglia entrò nel patriziato romano con il titolo di marchese.
È di questo periodo il nuovo Palazzo del Cinque a Montecitorio.

## Descrizione
L'edificio del XVI secolo si sviluppa su due piani e ha conservato nei secoli il suo originario carattere rinascimentale, nonostante numerosi rifacimenti.
Sul vicolo Del Cinque è presente un bel portale rustico e la facciata si presenta con le finestre del piano terra sorrette da mensoloni, quelle del piano nobile con un architrave, quelle del secondo sono quadrate con cornici in travertino.
A coronamento dell'edificio vi è un gronda sostenuta da mensoloni decorati con ovoli e dentelli e sormontata da un attico del XIX secolo.
Nell'angolo con via del Moro nel palazzo si trova un altro portale sormontato da un balcone poggiante su mensoloni.